# 8061 Gaudium
8061 Gaudium (1975 UF) là một tiểu hành tinh vành đai chính được phát hiện ngày 27 tháng 10 năm 1975 bởi P. Wild ở Zimmerwald.